# المشهد (برنامج تلفزيوني)
المشهد هو برنامج تلفازي حواري أسبوعي تذيعه جيزال خوري في تلفزيون بي بي سي عربي BBC.

## وقت العرض
يُعرض كل اثنين بعد موجز أخبار السابعة مساء بتوقيت غرينيتش. بدأ عرضه عام 2014.

## قائمة الضيوف
- 12 سبتمبر 2016: علاء الأسواني

## وصلات خارجية
- الموقع الرسمي
- حلقات «المشهد» في يوتيوب
- المشهد في فيسبوك
- المشهد في تويتر